# Speech Level Singing
Speech level singing (SLS) – amerykańska metoda śpiewu opracowana przez Setha Riggsa. W tej metodzie najważniejszy jest balans ciśnienia powietrza i opór, który stawiają przeciw niemu fałdy głosowe. Gdy ciśnienie jest zbyt duże, dźwięk jest zaciśnięty, gdy zaś zbyt małe - zapowietrzony. W Polsce pierwszą instruktorką była Sonia Lachowolska. W latach 2005-2007, do grona certyfikowanych nauczycieli śpiewu SLS dołączyli: Paulina Kujawska, Marek Stawiński i Dominika Płonka. Marek Stawiński był pierwszym nauczycielem śpiewu metodą SLS z klasycznym wykształceniem, po wydziale wokalno-aktorskim Akademii Muzycznej w Bydgoszczy. W latach 2010-2014 osobą odpowiedzialną za SLS w Polsce był Bartek Caboń. W pierwszej połowie 2013 roku z SLSu odeszło kilku najbardziej doświadczonych trenerów (tzw. "Master teachers", m.in. Spencer Welch, Kathy Kennedy, Stephanie Borm-Krueger, Jeffrey Skousson, którzy założyli Institute for Vocal Advancement (IVA). Doprowadziło to do rozłamu wśród certyfikowanych nauczycieli, których część przeniosła się, podążając za Master Teachers do bardziej rozwojowej (niż autorytatywny - poprzez osobę Setha Riggsa - SLS) organizacji. Pierwsze certyfikaty wydane zostały 1 czerwca 2013 (z polskich trenerów pierwszymi, którzy zdecydowali się na transfer byli m.in. Michał Hajduk, Andres Martorell, Magda Navarrete, Krzysztof Wojciechowski). Obecnie w Polsce nie ma już trenerów będących aktywnymi członkami SLS, ale wielu byłych certyfikowanych nauczycieli na podstawie zdobytych doświadczeń prowadzi dobrze prosperujące studia wokalne. Są również wokaliści, którzy twierdzą, że uczą SLS, jednak nigdy nie zdobyli certyfikatu (jedynie sami ćwiczyli własny głos u trenerów tej metody, co nie jest wystarczające, by zdobyć odpowiednie kwalifikacje - w konsekwencji może być niebezpieczne dla uczniów). Speech Level Singing stało się także przyczynkiem do powstania popularnego w pedagogice określenia MIX ("śpiewać mixem") odnoszącego się do łączenia rejestrów - piersiowego i głowowego, by stworzyć równy, dobrze brzmiący w całej skali głos. 
Metoda SLS była wykorzystywana m.in. na Wydziale Aktorskim Akademii Sztuk Teatralnych im. Stanisława Wyspiańskiego w Krakowie, Wydziale Jazzu Akademii Muzycznej w Katowicach oraz w Krakowskiej Szkole Jazzu i Muzyki Rozrywkowej.
Wychowankami metody SLS są m.in.: Michael Jackson, Whoopi Goldberg, Stevie Wonder, Natalie Cole, Tina Turner, Ray Charles, Cher, Céline Dion, Janet Jackson, Al Jarreau, Madonna, Eddie Murphy, Sinéad O’Connor, Ozzy Osbourne, Prince, Sharon Stone, Barbra Streisand, David Gilmour (Pink Floyd), Bob Dylan, Jennifer Lopez, Amy Lee (Evanescence), Kelly Clarkson, Anita Baker, Philip Webb, Julio Iglesias, David Archuleta, Daniela Romo, Ricky Martin, Jesse McCartney, Josh Groban (tylko przy pierwszym albumie), Vanessa Hudgens, Kevin Kline, Diana Ross, Jeremy Irons, Kirsten Dunst, Samuel L. Jackson, Bernie Mac, Sharon Leal, Conan O’Brien.